# 東京都道241号沖港北港線
東京都道241号沖港北港線（とうきょうとどう241ごう おきこうきたこうせん）は、東京都小笠原支庁小笠原村母島を南北に走る一般都道である。母島の幹線道路であり、東京都道としては最も南に位置する。

## 概要

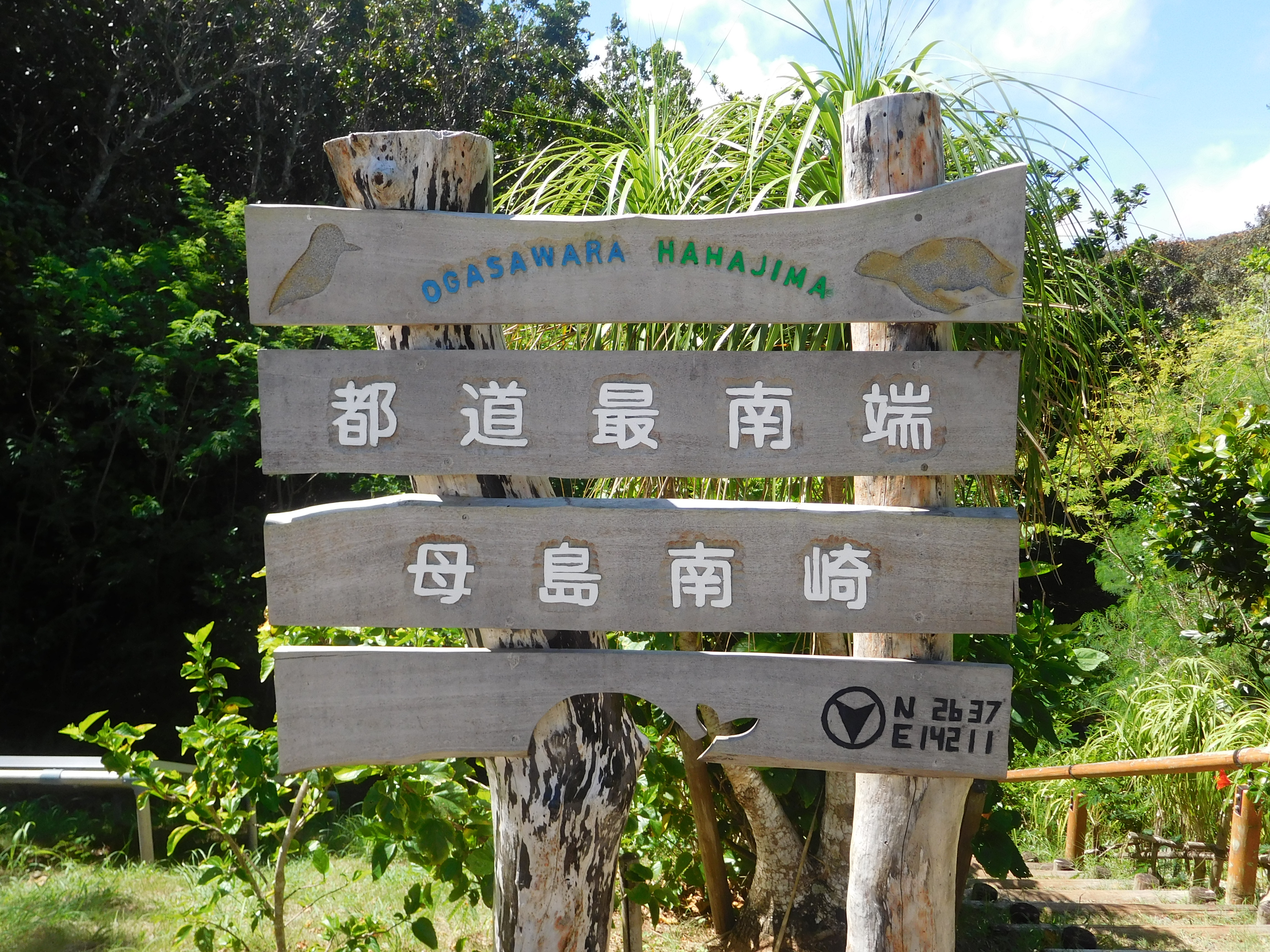
都道最南端の看板

母島の中心地である沖村を起点に北に延びて北村に至る「北進線」(10.2 km) と、南に延びて中ノ平に至る「南進線」(3.8 km) に分かれる。南進線の終点には都道最南端を示す看板が立てられている。

## 路線データ
- 起点：小笠原村母島字元地
- 終点：小笠原村母島字衣館
- 路線延長：13,520 m（実延長、2013年4月1日現在）

## 沿革
1968年（昭和43年）6月28日の小笠原返還の時点では道路法に基づく道路は存在しなかったが、道路管理者を明確にするために1971年（昭和46年）7月1日に本路線と村道が認定された。

### 年表
- 1971年（昭和46年）7月1日 - 路線認定[4]

## 通過する自治体
- 東京都
  - 小笠原支庁小笠原村

## 道路施設
- 猪熊谷トンネル（121.2 m, 1984年完成）
- 長浜トンネル（228.0 m, 1991年完成）